# Francesco Paciotto
Francesco Paciotto (né à Urbino en 1521, mort en 1591 dans la même ville) est un architecte italien et l'auteur de nombreuses œuvres civiles et militaires du XVIe siècle.

## Biographie
Francesco Paciotto est l'élève de Girolamo Genga à Urbino avant de se rendre à Rome à l'académie vitruvienne (it).
Il travaille en Émilie pour les Farnèse auxquels il a été recommandé par Annibal Caro et par Alessandro Manzuoli.
Octave, second duc Parme et Plaisance lui confie, en 1558 le palais Farnèse de Plaisance. Sur les rives du Pô, il démantèle la citadelle de l'époque viscontienne et commence la construction du palais ducal le 9 décembre 1558. Le projet prévoyait un édifice rectangulaire autour d'une cour avec arcades et exèdres placées sur la face opposée à l'entrée.
Le projet est successivement modifié par Vignole (Jacopo Barozzi da Vignola) qui, à partir de 1561, reprend le projet, le rénovant entièrement. Paciotto avait quitté l'Italie pour suivre Marguerite de Parme, la femme du duc, qui avait été nommé par Philippe II d'Espagne gouverneur de la Flandre et il réalise la citadelle d'Anvers.
De 1564 à 1568 il construit pour le duc Emmanuel-Philibert de Savoie, les citadelles de Vercelli et de Turin, capitale des États de Savoie depuis 1563.
En 1569, le duc Emmanuel Philibert l'envoie à Bourg-en-Bresse pour y construire une puissante citadelle, le fort Saint-Maurice. La construction commence le 8 août 1569 et dure 30 ans. Par le Traité de Lyon, la Bresse devient française et la citadelle, visitée par Raymond de Bonnefons, un ingénieur militaire, est incorporée dans la défense de la ville. La citadelle est finalement démolie en 1612.
Il réalise aussi des projets pour Philippe II d'Espagne ; il s'occupe de l'église de l'Escurial, et de celle pour les Descalzas Reales à Madrid.
Pour les Farnèse, il réalise les dessins pour le palais de Caprarola, introduisant dans ses projets avant Vignole, la rampe hélicoïdale. Il critique durement le projet de Vignole pour le cardinal Alexandre Farnèse.
Il est très probablement l'auteur du projet du corridor de Parme, premier projet du Palazzo della Pilotta de Parme ; le duc Octave, rappelle Paciotto à Parme en 1580.
François Marie II della Rovere, duc du d'Urbino, le nomme en 1578 comte du fief de Montefabbri, titre qui coûte à Paciotto 16 400 écus.

## Sources
- (it) Cet article est partiellement ou en totalité issu de l’article de Wikipédia en italien intitulé « Francesco Paciotto » (voir la liste des auteurs).